# 2011年大英國協政府首腦會議
2011年大英國協政府首腦會議（英語：2011 Commonwealth Heads of Government Meeting），又被稱為CHOGM 2011。是第22屆大英國協政府首腦會議，2011年10月28日至30日在西澳大利亚州珀斯舉行。由澳大利亞總理朱莉亞·吉拉德主持。

## 概述
2011年大英國協政府首腦會議由西澳大利亚州首府珀斯主辦，這是該城市首次主辦該會議，也是自2002年大英國協政府首腦會議在澳大利亞昆士蘭州庫魯姆舉行以來，該會議再度在澳大利亞舉辦。
大英國協元首英國女王伊莉莎白二世在丈夫愛丁堡公爵菲利普親王的陪同下對澳大利亞進行了正式訪問。訪問時間為10月19日至29日。
英國首相大衛·卡麥隆提出了大英國協應如何慶祝伊莉莎白二世女王登基五十週年的議題。